# Pawłów Trzebnicki (gromada)
Pawłów Trzebnicki – dawna gromada, czyli najmniejsza jednostka podziału terytorialnego Polskiej Rzeczypospolitej Ludowej w latach 1954–1972.
Gromady, z gromadzkimi radami narodowymi (GRN) jako organami władzy najniższego stopnia na wsi, funkcjonowały od reformy reorganizującej administrację wiejską przeprowadzonej jesienią 1954 do momentu ich zniesienia z dniem 1 stycznia 1973, tym samym wypierając organizację gminną w latach 1954–1972.
Gromadę Pawłów Trzebnicki z siedzibą GRN w Pawłowie Trzebnickim utworzono – jako jedną z 8759 gromad na obszarze Polski – w powiecie trzebnickim w woj. wrocławskim, na mocy uchwały nr 29/54 WRN we Wrocławiu z dnia 2 października 1954. W skład jednostki weszły obszary dotychczasowych gromad Pawłów Trzebnicki, Brzyków, Szczytkowice i Wszemirów ze zniesionej gminy Trzebnica w tymże powiecie. Dla gromady ustalono 13 członków gromadzkiej rady narodowej.
1 stycznia 1960 gromadę Pawłów Trzebnicki zniesiono, a jej obszar włączono do gromad:  Prusice (wieś Wszemirów) i Trzebnica (wsie Pawłów Trzebnicki, Brzyków i Szczytkowice) w tymże powiecie.